# 전국여성농어업인센터협의회
전국여성농어업인센터협의회는 대한민국 전국의 여성농어업인센터의 활성화를 통하여 여성농어업인의 권익보호, 복지증진 등 삶의 질 향상에 기여할 목적으로 2010년 1월 13일 설립된 대한민국 농림수산식품부 소관의 사단법인이다. 사무실은 경상북도 안동시 길안면 천지리 606-6번지에 있다.